# Journal of Pentecostal Theology
Journal of Pentecostal Theology(오순절주의 신학저널)은 오순절주의 신학의 관점에서 신학적 연구를 추구하는 학술지이다. 오순절 신학교에서 1992년처음으로 시작되었으며 오순절 신학의 중심이 되었다. 편집자들은 Lee Roy Martin과 John Christopher Thomas이다.  2007년부터  브릴 출판사에서 출판되고 있다.